# Констанцский университет
Констанцский университет — самый южный немецкий университет в городе Констанце на Боденском озере. 
Университет основан в 1966 году как университет нового типа (нем. Reformuniversität), что предполагает отсутствие классического внутреннего подразделения на институты с собственной инфраструктурой, а также принципиальную интердисциплинарную направленность обучения и научной деятельности. С 2007 года с рамках программы поддержки передовых научных исследований (нем. Exzellenzinitiative) университет города Констанц считается одним из 9 элитных университетов в Германии.

## Географическое положение
Университетский кампус расположен в констанцском районе Эгг, на поросшем лесом холме Гисберг (нем. Gießberg), к северу от центра города и имеет собственный выход к Боденскому озеру. Сообщение осуществляется по Universitätsstrasse (из центра города), либо по Mainaustrasse (до бывшей деревни Эгг и далее по пешеходному мосту).

## История
Университет в Констанце уже существовал в 1686—1698 и 1713—1715 годах как отделение Фрайбургского университета. Собственный университет Констанц получил в 1966 году, одновременно с Ульмом. На первых порах, пока не были готовы основные помещения на территории кампуса, учебный процесс и администрация размещались в различных зданиях в городе. Кампус был в основном построен к 1972 году, и имеет общую площадь более 90 000 m². Логотип университета разработан известным дизайнером Отлом Айхером (Otl Aicher) в 1980 году.

## Структурная организация
На сегодняшний день Констанцский университет имеет 13 факультетов/отделений, сгруппированных в 3 секции:
Математическая и естественно-научная секция
- биология
- химия
- информатика и информационные технологии
- математика и статистика
- физика
- психология

Гуманитарная секция
- история и социология + спорт
- литературоведение + медиаведение и искусствоведение
- философия
- языкознание

Секция политики, права и экономики
- юриспруденция
- политология и государственное управление
- экономика

К центральным подразделениям относятся:
- университетская библиотека (более 2 млн книг), открытая круглосуточно.
- International Office, структура, курирующая иностранных студентов и сотрудников университета
- Career Service, служба помощи трудоустройства
- переводческий институт, отвечающий за изучение иностранных языков
- вычислительный центр, обеспечивающий и поддерживающий цифровую инфраструктуру
- университетская менза

## Место в международных рейтингах
В последнем рейтинге THES (Times Higher Education) Констанцский университет занял 186 место; в Шанхайском рейтинге он уже много лет находится в третьей сотне лучших университетов мира; согласно же рейтингу THES «The 100 under 50», учитывающем высшие школы, основанные после 1962 г., Констанцский университет занял в 2012 г. 14 место. В 2013 году Констанцский университет занял в этом рейтинге 20 место, став вторым лучшим федеральным университетом, после Ульмского университета. В 2016 году университет занял седьмое место в международном списке и первое в федеральном, обогнав Ульмский университет и Технологический институт Карлсруэ.